# Alessandro Pedemonti
Alessandro Pedemonti (Tortona, 25 aprile 1869 – Voghera, 1936) è stato un militare italiano.

## Biografia
Nato a Tortona nel 1869, al compimento dei vent'anni di età, nel 1889, entra in servizio nel Regio Esercito Italiano. 

Viene poi ammesso all'Accademia Militare di Modena, donde esce coi gradi da sottotenente. In seguito è trasferito presso vari reparti, e, ottenuta la promozione al grado di tenente, passa al 4º Reggimento fanteria della Brigata "Piemonte".

Trasferito successivamente al 64º Reggimento fanteria della Brigata "Cagliari", è promosso capitano, e posto al comando di una compagnia, incarico che mantiene sino al 1912.

### Guerra italo-turca
Nel 1912 è trasferito al 25º Reggimento fanteria della Brigata "Bergamo", ed aggregato ad un contingente in partenza per la Tripolitania, ove l'esercito italiano è impegnato, dall'ottobre del 1911, nel quadro della Guerra italo-turca. Qui giunto, partecipa a varie operazioni militari, ed è poi posto al comando del ridotto di Zarrugg, un piccolo presidio nei pressi della città di Misurata. Ivi rimane sino all'entrata in guerra del Regno d'Italia nella prima guerra mondiale.

### Prima guerra mondiale
Nella primavera del 1915, Pedemonti, nel frattempo promosso al grado di primo capitano, segue il proprio reggimento, che è mobilitato ed inviato in linea. Partecipa dunque al primo anno di campagna di guerra, operando prevalentemente nel settore di Tolmino, nell'alto corso dell'Isonzo.
Nel 1916, dopo la promozione al grado di maggiore, gli è affidato il comando del III Battaglione dell'11º Reggimento fanteria della Brigata "Casale". Combatte dunque sul Monte Podgora, nella Quinta battaglia dell'Isonzo. In seguito, nel corso della Sesta battaglia dell'Isonzo, partecipa alla conquista di Gorizia, e, insieme ai propri uomini, è tra i primi a entrare nella città appena occupata.

Per il brillante contegno dimostrato in queste giornate di guerra, è decorato con la Medaglia d'Argento al Valor Militare.
Nei mesi seguenti, resta al comando del proprio reparto, schierato, in posizione difensiva, nel settore dell'Altipiano d'Asiago.

Nella primavera del 1917 è promosso al grado di tenente colonnello, ed è poi nominato comandante del 48º Reggimento fanteria Brigata "Ferrara", dal mese di settembre.
Il reparto, alla metà del mese, viene schierato nelle trincee del Monte San Gabriele, e rimane in zona sino al mese di ottobre.
In seguito ai fatti della Battaglia di Caporetto, la Brigata Ferrara si schiera nel settore del Monte Purgessimo, per poi arretrare progressivamente verso il Tagliamento, e infine ripiegare oltre il Piave, praticamente decimata.
Ricostituitasi la Brigata, all'inizio del nuovo anno 1918, il 48º reggimento è poi schierato, in primavera, nel settore di San Donà di Piave.
Il 15 giugno, scatta l'offensiva austro-ungarica che sfocerà nella Battaglia del solstizio: dopo cinque ore di violento bombardamento, reparti dell'esercito austro-ungarico riescono a forzare le resistenze italiane, costringendo il 48º reggimento a ripiegare su una linea arretrata.
Nei tre giorni successivi, il reparto, a costo di pesantissime perdite, tenta di riconquistare, senza successo, le posizioni perdute.
Il 18 giugno, il reggimento viene completamente accerchiato dal nemico: alcuni elementi riescono ad aprirsi il passo, sfuggendo alla cattura, ma tra essi non c'è il comandante del reggimento, colonnello Pedemonti, che resiste, insieme a pochi animosi, venendo infine preso prigioniero.
Per l'eroica condotta in queste giornate così drammatiche, il colonnello Pedemonti sarà decorato con la croce di cavaliere dell'Ordine Militare di Savoia, e la bandiera del 48º Reggimento fanteria Brigata "Ferrara" con la Medaglia d'Oro al Valor Militare.
Trascorsi alcuni mesi in prigionia, con il termine delle ostilità, Pedemonti viene rimpatriato, tornando in servizio attivo.
Nel 1920, è collocato in posizione ausiliaria, e nel 1927 è promosso al grado di generale di brigata. Nel 1931 è poi collocato nella riserva.
Ritiratosi a vita privata, si spegne a Voghera nel 1936.